# Графема
Графема је најмања семантички одређујућа јединица писаног језика, аналогно фонеми у говорном језику. Графема може, а не мора имати значење, и може, а не мора да одговара једној фонеми. У графеме спадају слова алфабета, типографске лигатуре, кинески карактери, нумеричке цифре, знаци интерпункције и други појединачни знаци било ког светског система писања.